# Przedsiębiorstwo Komunikacji Samochodowej w Będzinie
PKS Będzin (Przedsiębiorstwo Komunikacji Samochodowej w Będzinie) - przedsiębiorstwo utworzone w 1959 roku. PKS Będzin początkowo posiadał dwie zajezdnie. Przez następne 47 lat obsługiwał komunikację międzymiastową PKS. Jego debiut w komunikacji miejskiej datuje się na 1993 rok. Wtedy PKS Będzin zaczął obsługiwać dwie linie komunikacji miejskiej, oraz trzecią, utworzoną w momencie zadebiutowania. Wtedy też przeniesiono przystanek początkowy tych dwóch linii z dworca PKS w Będzinie, na dworzec autobusowy. PKS Będzin nadal obsługiwał jednak lokalne połączenia międzymiastowe. Przewoznik ten posiadał przede wszystkim różnego rodzaju Jelcze (M11, L11, 120M), oraz Autosany (H9, a do połączeń dalekobieżnych H1012). Po stracie 31 stycznia 2006 wielu linii m.in. 67, 97, 140, 634, 637, 809, 933 na rzecz PUP Czeladź, obsługiwał tylko jedną linię na zlecenie KZK GOP - S-9. Obsługiwał też linię dalekobieżną Sosnowiec - Lubliniec i Sosnowiec - Kielce.
17 września 2006 roku Sąd w Katowicach wydała wyrok ogłaszający upadłość spółki wraz z rozdzieleniem jej taboru. Powodem był konflikt z miastem Będzin. W przeszłości autobusy PKS-u posiadali niektórzy przewoźnicy, obsługujący linie autobusowe w GOP-ie (dwa jelcze 120M posiadał Transkom Piekary Śląskie, a jednego Jelcza 120M UT Krzysztof Pawelec Pacanów).